# 諾頓 (維吉尼亞州)
諾頓（英語：Norton）是美國維吉尼亞州西部的一個獨立城市。面積19.5平方公里。根據美國2000年人口普查，共有人口3904人。
諾頓成立於1954年。城名紀念路易維爾與納什維爾鐵路公司主席埃克斯坦·諾頓（Eckstein Norton）。